# 安達優菜
安達 優菜（あだち ゆな、1993年9月22日 - ）は、日本の女優。東京都出身。
2023年3月まで麗タレントプロモーションに所属。現在はフリーランス。

## 人物
- 東京フィルムセンター映画・俳優専門学校（現・東京放送芸術&映画・俳優専門学校） 俳優総合専攻9期
- 趣味:読書,お絵描き,漫画,コラージュ,帽子屋さん巡り
- 好きな食べ物:焼きそばパン,メロンパン,カレーライス
- 夢:お芝居をし続けること
- かわうそに似ている
- 芝居に対して真面目で、毒舌。
- ダンスがちょっと苦手
- 高畑裕太とは、小学校で同級生。

## 出演

### PV
- RADWIMPS『五月の蝿』[2] 女子高生役
- Attack Come Backer『君色』[3]出演
- 忘れらんねえよ『夜間飛行』[4] 不倫女役
- PS Vita『地球防衛軍2ポータブルV2』[5] misaki役

### ドラマ
2015年
- MXTV『食の軍師』[6]#11 売り子 役
- NHK『破裂』[7] 映画スタッフ 役
- TX『釣りバカ日誌～新入社員浜崎伝助～』[8] 鈴木建設受付嬢/レギュラー出演

2016年
- CX『ラヴソング』[9] 4話、6話、7話 看護師 役
- TBS『私を離さないで』[10] 3話 クラスメイト 役

2019年
- EX 『仮面ライダージオウ』 EP37 リポーター 役[11]

2020年
- 56年目の失恋（2020年7月11日、BSプレミアム）シェ・ニシジマのスタッフ 役

2022年
- インビジブル 第5話（2022年5月13日、TBS）- リポーター 役

### その他テレビ番組
- ソレダメ!〜あなたの常識は非常識!?〜（2015年、テレビ東京）- アシスタント[12]
- テレビ千鳥 ノブが頑張る姿を見たいんじゃ！！演技編（2020年3月31日、テレビ朝日）[13]

### 舞台
2012年
- オリジナルミュージカル『COME!』[14]（9月13日 - 17日、池袋GEKIBA）

2013年
- TRIGGERS First Live『運命製造者～ウンメイカー～』[15]（12月06日 - 08日、新井薬師Special Colors）

2014年
- 劇団Nanaki旗揚げ公演『白い象が夢を見るとき』[16]（4月10日 - 13日、日暮里d-倉庫）Cキャスト マリ役
- 愛。ちょい　プロデュース公演『ゴールデンテンプル』[17]（10月22日 - 26日、シアターKASSAI）主演 溝口ゆい役
- LOVE&FAT FACTORY『アルイチニチ』[18]（12月20日 - 22日、神田K-HALL）【第一話 九十九家の一族】小鳥遊 役、【第二話 ヒーローショー】元町 役、【第三話 粋な計らい】女2 役

2015年
- SPACE☆TRIP第7回公演『銀河鉄道の夜にかなり依る夜』[19]（1月30日 - 2月1日、学芸大学 千本桜ホール）
- 企画演劇集団ボクラ団義 -Play Again- vol.5『忍ブ阿呆ニ死ヌ阿呆-ヤングチームステージ』[20]（3月17日 - 19日、シアターグリーン BIG TREE THEATER）

2016年
- ねくすぽすとミュージカル企画vol.1『Hey,GOD!』[21]（2月11日 - 14日、ウエストエンドスタジオ）
- @emotion presents Expression vol.6 緑『Justice for』[22]（4月7日 - 13日、日暮里d-倉庫）
- ENG第4回公演『Second You Sleep ～セカンドユースリープ～』[23]（5月18日 - 23日、上野ストアハウス）【碧】七瀬役
- UDA☆MAP vol.5『ヅカヅカ☆ルネッサンス』[24]（7月6日 - 11日、池袋シアターKASSAI）
- 『城下町のダンデライオン』[25]（8月9日 - 14日、CBGKシブゲキ）山本 一彩（やまもと ひいろ）役
- ENG第五回公演『バックトゥ・ザ・舞台袖～The stagewing of THRee'S～』[26]（9月23日 - 10月2日、シアターグリーンBIG TREE THEATER）紺野萌役
- メグルキカク第2回公演『オカシな夜にキカイな涙』[27]（10月26日 - 30日、上野ストアハウス）
- ツツシニウム #3『カエルエカ』[28]（12月20日 - 24日、両国門天ホール）

2017年
- ミュージカル『僕と幻のエデン』[29]（2月1日 - 5日、日暮里d-倉庫）
- ねくすぽすとミュージカル企画vol.3『COME!!』[30]（3月8日 - 12日、シアターブラッツ）
- 黒雪構想 哀歌-elegy-『越美鉄道』[31]（3月22日 - 26日、ワーサルシアター）
- @emotion presents Expression vol.7 桃『ももがたり』[32]（5月17日 - 21日、シアターグリーンBIG TREE THEATER）砂鬼（さき）役
- LIVEDOG PRODUCE『ある苅屋くんの人生』[33]（6月3日 - 11日、新宿村LIVE）
- N企画プロデュースvol.3『稔』[34]（7月5日 - 9日、高島平LIVE）
- ちょっかい王×Like a Galaxy ミュージカル『イリクラ ～Iridescent Clouds～』[35]（8月9日 - 13日、シアターグリーン BIG TREE THEATER）
- ソラリネのユメvo.17『りふらいと』[36]（9月1日 - 6日、新宿眼科画廊）【ぷるーふ】主演
- 『野畑の飼ってた宇宙人』[37]（10月25日 - 29日、シアターグリーンBIG TREE THEATER）
- しまぁ～ん共和国『ファインド・ハント2 ～笑いはわが命～』[38]（11月28日 - 12月3日、新宿村LIVE）
- ソラリネのユメvo.18『あんふぁざまーぶる』[39]（12月20日 - 24日、＠アトリエ第Q藝術）【あんぐる】出演

2018年
- 『私たちはそれでも歩き出す。』[40]（1月16日 - 21日、日暮里d-倉庫）
- ツツシニウム #4『ノコッタカンカク』[41] （2月8日 - 12日、八幡山ワーサルシアター）
- imgAct1『The Entertainer～新しき旗～』[42]（3月1日 - 5日、シアターグリーン BIG TREE THEATER）
- 劇団オモテナシ『最強の姉妹』[43]（5月8日 - 13日、CBGKシブゲキ!!） - 自称レディース 西川礼子役
- @emotion presents Expression vol.8 茶『Mad Journey』[44]（7月1日 - 8日、築地ブディストホール） - 李凛役
- 劇弾☆ムーチョ・モーヂョ『散ッと舌を突く凍えそうな毒夢』[45]（7月26日 - 29日、吉祥寺シアター）役未定
- アリスインプロジェクト「最果ての星 …After Alice in Deadly School The farthest star」（8月23日 - 9月2日、シアターKASSAI）小暮梨沙役
- ASSH Annex #2『帝都探偵奇譚ジゴマ』～原作・フランス怪盗小説・レオン・サジイ『ジゴマ』より～[46]（10月24日 - 29日、シアターKASSAI）女怪盗 蜥蜴（とかげ）役
- ソラリネ。#23『網膜、鼓膜、皮膚、その他のなにか。』[47]（11月21日 - 25日、アトリエ第Ｑ藝術）鈴チーム ゆうの役
- toshiLOG vol.2朗読劇「恋約」[48]（12月20日 - 24日、中野劇場MOMO）役未定

2019年
- ゲキバカ2019年新春公演『ごんべい』[49]（1月12日 - 16日、吉祥寺シアター）ヒロイン まとい 役
- toshiLOG vol.3 舞台「ZERO」公安警察特殊部隊『霧組』[50]（06月12日 - 16日、六行会ホール） ホステス役
- 劇団わ組本公演 バック・トゥ・ザ・君の笑顔～お江戸でござる～ ②受け継がれて夏[51]（7月13日 - 19日、中目黒キンケロシアター） ヒロイン 吉田菊 役
- DMF/ENG提携公演「LAST SMILE -ラストスマイル-」[52]（8月23日 - 9月1日、シアターグリーンBIG TREE THEATER）空(くう)チーム出演 司アキ役
- 劇団時間制作第二十回公演「ほしい」[53]（9月19日 - 29日、赤坂RED/THEATER）Aチーム出演 きらら（アスペルガー症候群）役
- milestone vol.不『Re:turn～過去と未来』[54]（10月10日 - 21日、Geki地下リバティ）役未定
- 劇団バルスキッチン第10回公演「歌舞伎町シュガーナイト」[55]（11月20日 - 24日、バルスタジオ）役未定
- ACTOR`S TRASH ASSH第23回本公演「帝都探偵奇譚ジゴマ2」上海租界編 ～原作・フランス怪盗小説・レオン・サジイ『ジゴマ』より～[56]（12月11日 - 15日、シアターグリーンBIG TREE THEATER）女怪盗 蜥蜴（とかげ）役

2020年
- 舞台『Three Kingdoms 2020』～蜀国編～[57]（6月10日 - 14日、シアターグリーン Big Tree Theater）成都/漢中  劉備役
- 舞台『Three Kingdoms』～赤壁・戦略編～[57]（11月04日 - 08日、CBGKシブゲキ!!） 劉備役
- backseatplayer『アクリルジャンクション』[58]（12月02日 - 06日、俳優座劇場）「Honey funny Xmas(ハニーファニークリスマス)」に出演

2021年
- QUEEN DOM 文化女子の戦におけるかくも腹黒き百花繚乱戦国絵巻【延期公演】[59]（6月24日 - 27日、築地本願寺ブディストホール）女子高生役
- Alexandrite Stage Produce『CHICACO2』[60]（7月13日 - 18日、ラゾーナ川崎プラザソル）RantanTeam 役未定
- Alexandrite Stage Produce 舞台『Angry12』[61]（8月17日 - 22日、中目黒キンケロシアター 男女混成/Violet／8月24日 - 29日、シアター風姿花伝 男女混成）/Violet）陪審員8号
- レティクル東京座★本公演『メノウと狐の大業雨』[62]（9月29日 - 10月3日、六行会ホール）役未定
- team-DHA本公演vol.4『最後の一杯』[63]（11月17日 - 28日、池袋シアターKASSAI）役未定

2023年
- img「明日の卒業生たち[64]」（4月8日 - 16日、すみだパークシアター倉） - 長谷川いろは 役[65]

2024年
- BE WOOD LIVE『密室』「ハコの中身」（9月6日 - 8日、ステージカフェ下北沢亭） - ランプ 役[66]
- 大統領師匠 vol.17『はんなま砦は夜更けまで』（12月4日 - 8日、下北沢駅前劇場）[67]

### 映画
2013年
- 『貞子3D2』[68] 女子高生役

2016年
- 『グッドモーニングショー』[69] 女子大生役
- 『恐怖のお持ち帰り』[70] 第三話「神隠し」二宮真由子役
- 『TOO YOUNG TO DIE!』[71] 獄卒役/レギュラー出演